# Suminoe (Osaka)
Suminoe (jap. 住之江区 Suminoe-ku) - jedna z 24 dzielnic (区 – ku) w Osace w Japonii.